# Charles Petri
Charles Petri, magyarosan Petri Károly (Braunschweig, 1826. július 27. – 1887. november 11.) német származású katona, az amerikai polgárháborúban a 16. Illinois-i gyalogezred őrnagyaként harcolt, később alezredes volt.

## Élete
Bernburgban érettségizett, majd építésznek és mérnöknek tanult Münchenben. Az európai forradalmak idején Amerikába utazott, 1848. június 24-én hagyta el Brémát, az Emerald nevű hajóval érkezett meg Philadelphiába augusztus 15-én. A következő év őszén 250 hold földet vásárolt Kentucky államban és farmerkedett. 1858-ban vasúti mérnökként dolgozott. Az amerikai polgárháborúban a 16. Illinois-i gyalogezred őrnagyaként harcolt, később alezredes volt. 1865 júniusában megvásárolta a Quincy Tribune c. lapot, amit szerkesztett is. Később ismét vasúti mérnökként alkalmazták. Háromszor nősült, egy fia és két lánya született.